# بهيرة الدالاتي
بهيرة الدالاتي (1909 - 1989)، سيدة سورية الأولى من عام 1943 وحتى 1949 ومجدداً من سنة 1955 وحتى قيام الوحدة السورية المصرية عام 1958، وهي زوجة الرئيس السوري شكري القوتلي.
ولِدت بهيرة الدالاتي في دمشق وهي كريمة المجاهد سعيد الدالاتي الذي تَعرف على شكري القوتلي في السجن خلال نضالهم المشترك ضد العثمانيين. اقترنت بشكري القوتلي في مصر عام 1928 وأنجبت منه ست أولاد، توفي أكبرهم هيثم وهو طفل. أما بقية الأولاد فهم حسان ومحمود وهدى وهناء وهالة.
شاركت في معركة الاستقلال ضد الفرنسيين مع زوجها وأصبحت سيدة سورية الأولى يوم إنتخابه رئيساً للجمهورية يوم 17 آب 1943. لعبت دوراً هاماً في دعم القضية الفلسطينية وفي تأمين اللاجئين الفلسطينيين القادمين إلى سورية بعد احتلال بلادهم سنة 1948. وقد غادرت دمشق معه بعد وقوع الإنقلاب الأول عام 1949 واستقرت الأسرة في مصر بعد إقامة وجيزة في مدينة جينيف السويسرية. ثم عادت إلى سورية وباتت سيدة أولى مجدداً بعد عودة زوجها إلى الحكم من عام 1955 وحتى 1958. وقد سافرت معه في رحلته الشهيرة إلى آسيا عام 1957 والتقت مع زوجات رؤساء الباكستان والهند وكانت إلى جانبه في موسكو عام 1956. غادر الأسرة دمشق بشكل نهائي بعد وصول حزب البعث إلى الحكم واستقرت في بيروت حتى وفاة الرئيس شكري القوتلي عام 1967. توفيت بهيرة الدالاتي في باريس يوم 3 نيسان 1989 ونقل جثمانها إلى دمشق حيث وريت الثرى في مدافن الأسرة.